# ترامپ نشنال دورل میامی
ترامپ نشنال دورَل میامی (به انگلیسی: Trump National Doral Miami) زمین گلفی در دورل در جنوب فلوریدا در آمریکا است. این زمین گلف ۷۲ سوراخ گلف دارد. در سال ۲۰۱۲ سازمان ترامپ این زمین گلف را که اعلام ورشکستگی کرده بود خریداری کرد.